# Oque
Ne doit pas être confondu avec Oque del Rei.
L’oque (en turc okka) était une unité de poids ottomane. Elle vaut environ 1 275 grammes.
Le voyageur français Jean Thévenot signale en 1656 que l'île de Chios devait livrer tous les ans au Grand Turc 27 000 oques de mastic. Ce mastic était payé 60 aspres l'oque aux Grecs de l'île et revendu 420 aspres ou 2 piastres par les douaniers turcs qui en avaient le monopole.[réf. souhaitée]

## Note
1. ↑  Bulletin de la Société de géographie, 1841.